# Municipio de Jackson (condado de Ozark)
El municipio de Jackson (en inglés: Jackson Township) es un municipio ubicado en el condado de Ozark en el estado estadounidense de Misuri. En el año 2010 tenía una población de 300 habitantes y una densidad poblacional de 2,49 personas por km².

## Geografía
El municipio de Jackson se encuentra ubicado en las coordenadas 36°45′50″N 92°24′1″O / 36.76389, -92.40028. Según la Oficina del Censo de los Estados Unidos, el municipio tiene una superficie total de 120.25 km², de la cual 119,97 km² corresponden a tierra firme y (0,23 %) 0,28 km² es agua.

## Demografía
Según el censo de 2010, había 300 personas residiendo en el municipio de Jackson. La densidad de población era de 2,49 hab./km². De los 300 habitantes, el municipio de Jackson estaba compuesto por el 96,33 % blancos, el 0,33 % eran afroamericanos, el 1 % eran amerindios, el 0,33 % eran asiáticos y el 2 % eran de una mezcla de razas. Del total de la población el 3,33 % eran hispanos o latinos de cualquier raza.